# كريس براندت
كريس براندت (بالإنجليزية: Chris Brandt)‏ هو رسام كارتون أمريكي، ولد في 4 فبراير 1970 في سيلفر سبرينغ في الولايات المتحدة.

## وصلات خارجية
- الموقع الرسمي